# John Jorgenson

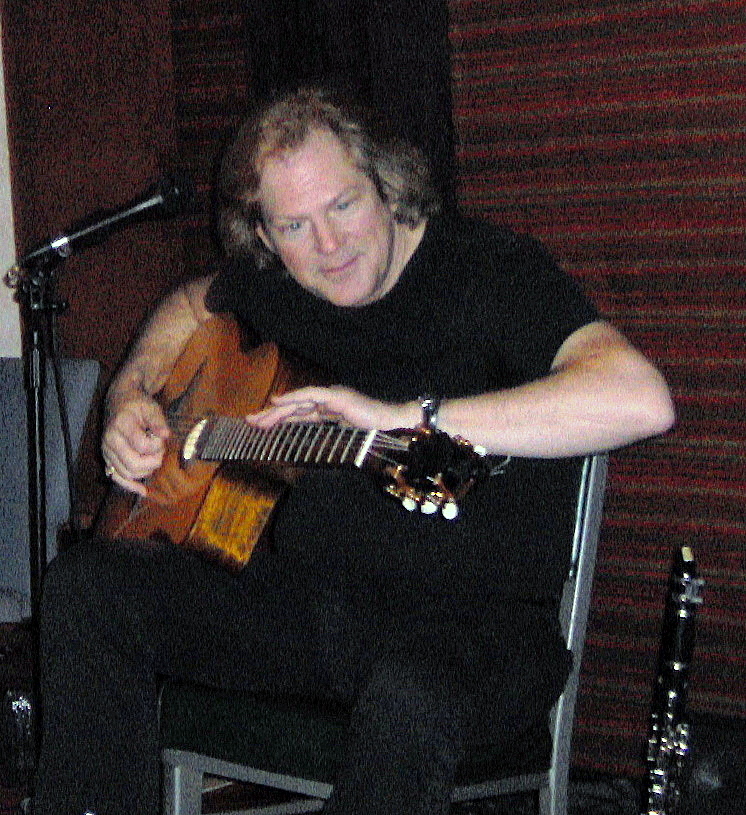
John Jorgenson

John Jorgenson (* 6. Juli 1956 in Madison, Wisconsin) ist ein US-amerikanischer Gitarrist und Multiinstrumentalist.

## Leben und Wirken
Jorgenson erhielt als Kind eine klassische Klavier- und Klarinettenausbildung. Durch seinen Vater, der Benny Goodmans Orchester dirigierte, erhielt er die Möglichkeit, mit dem berühmten Musiker zu arbeiten. Später trat er acht Jahre lang in Disneyland in einer Jazz-, einer Bluegrass- und einer Swinggruppe auf. In dieser Zeit lernte er u. a. Mandoline, Saxophon und Gitarre zu spielen. Eine Zeitlang war er auch Fagottist bei der Los Angeles Camerata.
1986 gründete Jorgenson mit Chris Hillman, dem ehemaligen Bassisten von The Byrds, Herb Pedersen, Bill Bryson, Steve Duncan und Jay Dee Maness die Country-Rock-Gruppe Desert Rose Band. Für ihr Projekt Running wurden sie 1988 von der Academy of Country Music als Touring Band of the Year ausgezeichnet. Diese Auszeichnung erhielt die Band auch 1989 und 1990, außerdem wurde sie in diesen Jahren für den Best Vocal Group Award der Country Music Association nominiert.
1992 verließ Jorgenson die Desert Rose Band und ging als Gitarrist zu den The Helleecasters (mit Will Ray und Jerry Donahue). Deren Debütalbum The Return of the Hellecasters wurde 1993 von den Lesern des Guitar Player Magazine als Album of the Year und Country Album of the Year gewählt. Escape from Hollywood, das zweite Album der Gruppe, erschien 1985. Im gleichen Jahr arbeitete Jorgenson das erste Mal mit Elton John zusammen. Im Folgejahr nahm er mit Rose Maddox The Moon Is Rising auf. Zu weiteren musikalischen Partnern des gesuchten Gitarristen zählten u. a. Roy Orbison, Bob Dylan, John Prine, Bonnie Raitt, Dan Fogelberg und Michael Nesmith.
Nach 2000 wandte Jorgenson, der bereits 1984 sein erstes Album After You've Gone (mit David Grisman und Darol Anger) als Hommage an Django Reinhardt, Benny Goodman und Charlie Christian veröffentlicht hatte, sich dem Gypsy Swing zu. Er gründete ein Quintett mit dem Gitarristen Doug Martin, dem Geiger Jason Anick, dem Bassisten Simon Planting und dem Schlagzeuger Rick Reed. Zudem porträtierte er Django Reinhardt in dem Film Head in the Cloud. 2004 veröffentlichte er das Gypsy-Jazz-Album Franco American Swing mit der Nashville Chamber Music. Es folgten die Alben Ultraspontane (2007), Istiqbal Gathering (2010) und One Stolen Night (2010), an denen auch das Turtle Island Quartet, Gonzalo Bergara und weitere Musiker beteiligt waren. 2014 folgte All the Cats Join In mit Connie Evingson und seinem Quartett.